# Загребельний Ігор Васильович
Ігор Васильович Загребельний (нар. 26 травня 1988) — український філософ, дослідник у сфері інтелектуальної історії, релігійний, культурний і політичний оглядач, кандидат філософських наук.

## Біографія
Народився 26 травня 1988 року у селищі Білики на Полтавщині. Навчався на історичному факультеті Полтавського національного педагогічного університету. Кандидатську дисертацію «Проблема секуляризації у творчій спадщині Гавриїла Костельника: критичний аналіз» захистив у 2019 році на базі Інституту філософії НАН України.
З юнацького віку належав до націоналістичного руху, був активістом Всеукраїнської організації «Тризуб» імені Степана Бандери. 2011 року, під час репресій, розгорнутих режимом Віктора Януковича проти членства націоналістичних організацій, був заарештований за звинуваченнями у підпалі офісу КПУ у Запоріжжі, близько дев'яти місяців утримувався у запорізькому СІЗО, засуджений до умовного терміну. Був одним із чільних представників Правого сектора під час Революції гідності. Після Майдану відійшов від участі в націоналістичному русі і самої прихильності до націоналістичної ідеології, пояснюючи свою позицію «тривалою світоглядною й інтелектуальною еволюцією».
У 2020 році ініціював створення Аналітично-дослідницького центру «Політична теологія».

## Погляди
Ігор Загребельний відомий консервативно-християнськими, антимарксистськими, антиглобалістськими, антиліберальними поглядами. У той же час його ставлення до націоналізму змінювалося. За його словами, чітка прихильність до націоналістичної ідеології утвердилася в нього вже в підлітковому віці, натомість у 22-23 роки він пережив світоглядну кризу, яка завершилася розривом із націоналізмом:
Десь у віці 14 років мої інтереси знайшли задоволення в ідеологічній моделі, яку можна назвати класичним бандерівським націоналізмом. Ідеться про модель, основи якої були закладені у повоєнний час у середовищі емігрантів-членів бандерівської фракції ОУН. Для цього дискурсу є притаманними виразні християнські акценти, опора на пізні твори Дмитра Донцова, різка критика демоліберальних ідей. (...).
Певний час мені вистачало цього дискурсу, і я, користуючись своїми скромними інтелектуальними ресурсами, працював над його поглибленням... Та вже у віці 22-23 років у моєму світогляді почала назрівати криза. З одного боку я відчував потребу у більш фундаментальних консервативних засадах, а з іншого – усвідомлював, що ці засади конфліктують із засадами націоналізму як такого. Паралельно відбувалося розширення інтелектуальних горизонтів та й просто психологічне дорослішання. Декілька років поспіль я намагався примирити націоналізм та більш фундаментальні принципи. Але врешті-решт ці спроби лишилися позаду. Я взагалі перестав ідентифікувати себе з націоналізмом і бавитися в “ізми”.
Націоналізм і саме явище модерної нації Загребельний розглядає як продукти руйнування традиційної цивілізації:
Модерна нація з’явилася на ґрунті радикального заперечення базових принципів, властивих Античності та, передусім, Середньовіччю. Якщо поставити собі на меті охарактеризувати витоки модерної нації одним-єдиним словом, то найкраще підійде слово «бунт». Модерна нація є продуктом низки антиієрархічних бунтів: проти Бога, проти Церкви, проти релігії, проти чоловічого авторитету, проти монархії, проти суспільної ієрархії. Ідеї, які згодом були заокруглені в парадигму модерної нації, походять із того самого бунтарства, що й лібералізм та марксизм.
У той же час Загребельний сприймає націю і націоналізм як такі, що стали виразниками «природного» поділу людства на історичні спільноти. Також він позитивно оцінює еволюцію, яку націоналізм пройшов у першій половині XX століття. На його думку, сьогодення потребує «інструменталізованого» підходу до націоналізму: 
Нація і націоналізм поки що залишаються і нездоланними у близькій часовій перспективі, і певною мірою потрібними. Вони потребують не демонтажу, а інструменталізації — перетворення з цілі на засіб. Так само, як виникнення нації і націоналізму було інструментом деструкції традиційної цивілізації, нині їхнє існування може послужити примордіальним і органічним речам.

### Прихильність до ідеї Міжмор'я
Як публіцист, Ігор Загребельний зробив внесок у популяризацію ідеї Міжмор'я. Досліджував шляхи вирішення суперечностей між Україною та Польщею. Переклади його статей на відповідну тематику неодноразово з'являлися у польських ЗМІ і бралися до уваги польськими аналітиками. У 2019 році вийшла книга Загребельного «Міжмор'я: (майже) втрачений шанс». Книга включена до списків рекомендованої літератури низки університетських курсів із геополітики і міжнародних відносин, а також отримала позитивні відгуки польських оглядачів.

### Критична оцінка ситуації в Католицькій Церкві
Ігор Загребельний відомий як критик модернізаційних тенденцій у Католицькій Церкві та християнстві загалом. Особливо різкими є оцінки Загребельним понтифікату Папи Франциска. Створений ним АДЦ «Політична теологія» від самого початку свого існування значною мірою зосереджувався на критичному висвітленні дій і заяв Франциска. Напередодні повномасштабного російського вторгнення Загребельний опублікував статтю, в якій звернув увагу на шкідливість заяв Франциска стосовно українсько-російських відносин. Уже під час повномасштабної війни Загребельний виступав проти оцінювання понтифікату Франциска виключно з огляду на його скандальні заяви стосовно України та Росії.
Загребельний відстоює традиційну католицьку доктрину справедливої війни, вважає прийнятною смертну кару та виступає за широке володіння зброєю, позитивно оцінює союз держави і Церкви часів Античності та Середньовіччя, критикує конформізм сучасної ієрархії стосовно ліберальних політичних еліт, прийняття Церквою принципів Просвітництва та ідей, які з нього випливають.

## Основні праці

### Книги
- Апостольство меча. Християнство і застосування сили. Київ, 2017 (перевидання: 2020, 2024).
- Міжмор'я: (майже) втрачений шанс. Київ, 2019.
- Європейські хроніки. Київ, 2020.

### Статті
- Гавриїл Костельник і дискусії щодо місця томізму у богословській культурі УГКЦ // Українське релігієнавство. 2018. №86.
- Як християнство стало релігією боротьби пригнічених
- Між іспитами з догматики і читанням Вольтера: початки українського націєтворення у Галичині
- Папа Франциск і (анти)капіталізм
- Філософ у стані ідеологів // Вассиян Ю. Рефлексії. Вибрані твори. Київ, 2021.
- Консервативні витоки українського націєтворення у Галичині
- Алєксандр Дугін між філософією, ідеологією, пропагандою і хороводами
- Росія і західна незадоволеність собою

## Нагороди
Лауреат Премії імені Степана Бандери, Міжнародної премії Фонду Воляників-Швабінських.